# Félix Urtubi
Félix Urtubi Ercilla (Elorrio, 1904- Madrid, 13 de septiembre de 1936) fue un legendario piloto de caza republicano de la Aviación Militar española durante la guerra civil española. Era sargento.

## Actividad durante la Guerra Civil
El 20 de julio de 1936 se presentó en el Aeródromo de Getafe procedente de Marruecos pilotando un Breguet 19, portando en el puesto de atrás el cadáver de un oficial, a quien había matado en vuelo de un tiro en el cuello. Al aterrizar en Getafe bajó a tierra con la pistola en la mano preguntando si el aeródromo era leal o sublevado, dispuesto a liarse a tiros si era sublevado.
El 18 de agosto de 1936, el Hawker Spanish Fury del sargento Urtubi fue derribado en Extremadura por un Heinkel He 51 alemán. Saltó en paracaídas y se internó en los montes. Logró pasar a la zona gubernamental disfrazado con ropas de campesino y tirando del ronzal de un burro.
Murió combatiendo en la Batalla de Madrid el 13 de septiembre de 1936. Fue el primer aviador militar del mundo en derribar un avión enemigo mediante el espolonazo, es decir, golpeándolo directamente, por lo que es considerado "precursor de los kamikaze japoneses". Pilotaba un Nieuport-Delage 52 contra tres Fiat CR-32 italianos. Derribó a uno y agotadas las municiones se lanzó contra otro, pilotado por Vincenzo Patriarca, un italoestadounidense enrolado en las filas franquistas. Urtubi murió mientras Patriarca logró salvarse al lanzarse en paracaídas, y después de ser interrogado por Hidalgo de Cisneros, que comentó el lance a la prensa republicana, se salvó del fusilamiento gracias a su pasaporte norteamericano.